# Berberidopsidaceae
Berberidopsidaceae – rodzina pnączy z rzędu Berberidopsidales. Obejmuje dwa rodzaje z trzema gatunkami rosnącymi w wilgotnych lasach strefy umiarkowanej w Chile i wschodniej Australii. Pochodzący z Chile gatunek Berberidopsis corallina bywa sadzony jako roślina ozdobna.

## Morfologia
Zawsze zielone pnącza, początkowo zielne, z czasem drewniejące. Liście osadzone na ogonkach, bez przylistków. Blaszka liściowa owalna, całobrzega lub kłująco ząbkowana, z wierzchu ciemna, od spodu sina. Kwiaty promieniste, obupłciowe, zwykle na długiej szypułce wyrastają z kąta liścia. Okwiat składa się z 9-12 spiralnie ułożonych listków, zwykle barwy czerwonej. Pręcików jest 8-15 w rodzaju Berberidopsis i ok. 70 w rodzaju Streptothamnus. Owocolistki w liczbie 3–5 połączone tworzą jednokomorową zalążnię z dwoma lub większą liczbą zalążków. Owocem jest mięsista jagoda barwy czerwonej lub czarnej.

## Systematyka
Pozycja i podział według Angiosperm Phylogeny Website (aktualizowany system APG IV z 2016)
Rodzina siostrzana dla Aextoxicaceae w obrębie rzędu Berberidopsidales (dwuliścienne właściwe). 
- Rodzaj: Berberidopsis (dwa gatunki: B. beckleri (F.Muell.) Veldkamp i B. corallina Hook.f.)
- Rodzaj: Streptothamnus – takson monotypowy z gatunkiem Streptothamnus moorei F. Muell.